# Վ
Vev, o Vew (mayúscula: Վ; minúscula: վ; en armenio: վեվ; en armenio clásico: վեւ) es la trigésima letra del alfabeto armenio. Representa la fricativa labiodental sonora /v/. Se suele ser romanizado con la letra V. Creada por Mesrop Mashtots en el siglo V d. C., tiene un valor numérico de 3000.

## Uso en el logo de Wikipedia
El logotipo de Wikipedia presenta la letra mayúscula Vev, junto con varios otros caracteres de diferentes alfabetos. La letra es visible cerca de la esquina superior izquierda del globo de rompecabezas en el logotipo de Wikipedia.

## Galería

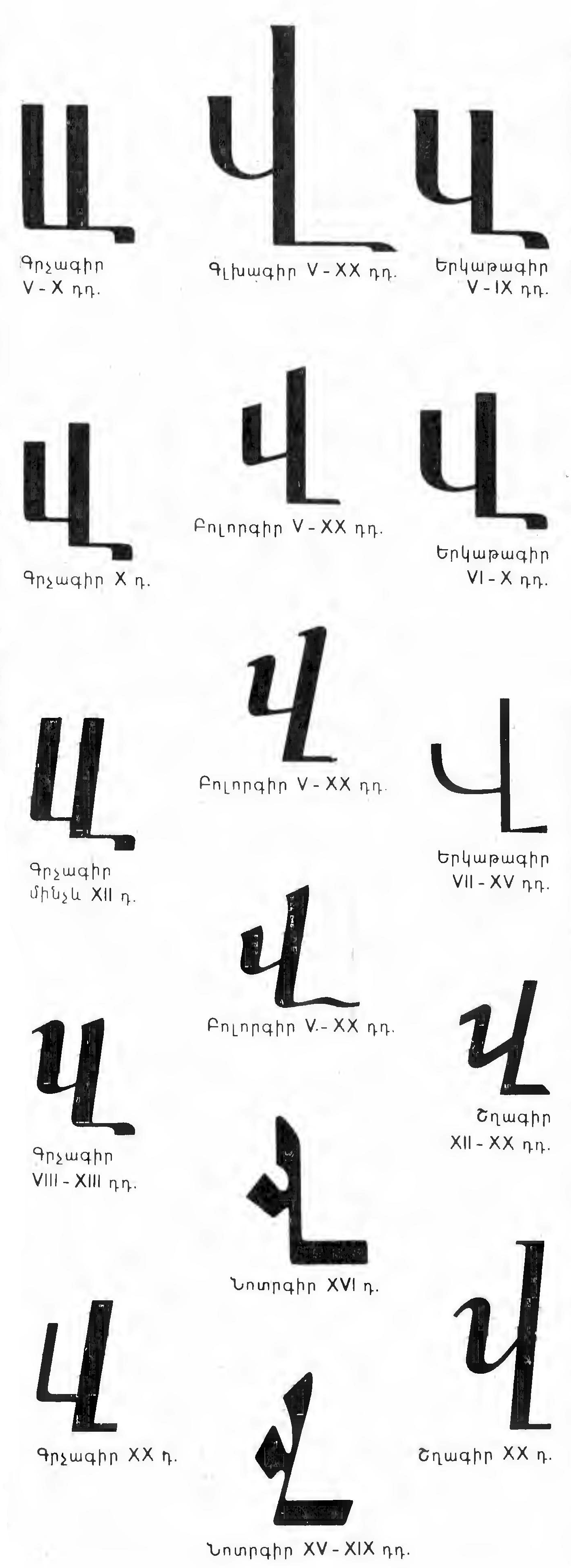
Varias fuentes históricas

Erkat'agir
Grchagir
Bolorgir
Notrgir
Shghagir
Forma tipográfica
Forma manuscrita

## Codificación
| Carácter      | Վ                           | Վ                           | վ                         | վ                         |
| ------------- | --------------------------- | --------------------------- | ------------------------- | ------------------------- |
| Unicode       | ARMENIAN CAPITAL LETTER VEW | ARMENIAN CAPITAL LETTER VEW | ARMENIAN SMALL LETTER VEW | ARMENIAN SMALL LETTER VEW |
| Codificación  | decimal                     | hex                         | decimal                   | hex                       |
| Unicode       | 1358                        | U+054E                      | 1406                      | U+057E                    |
| UTF-8         | 213 142                     | D5 8E                       | 213 190                   | D5 BE                     |
| Ref. numérica | &#1358;                     | &#x54E;                     | &#1406;                   | &#x57E;                   |